# Neuburg am Inn

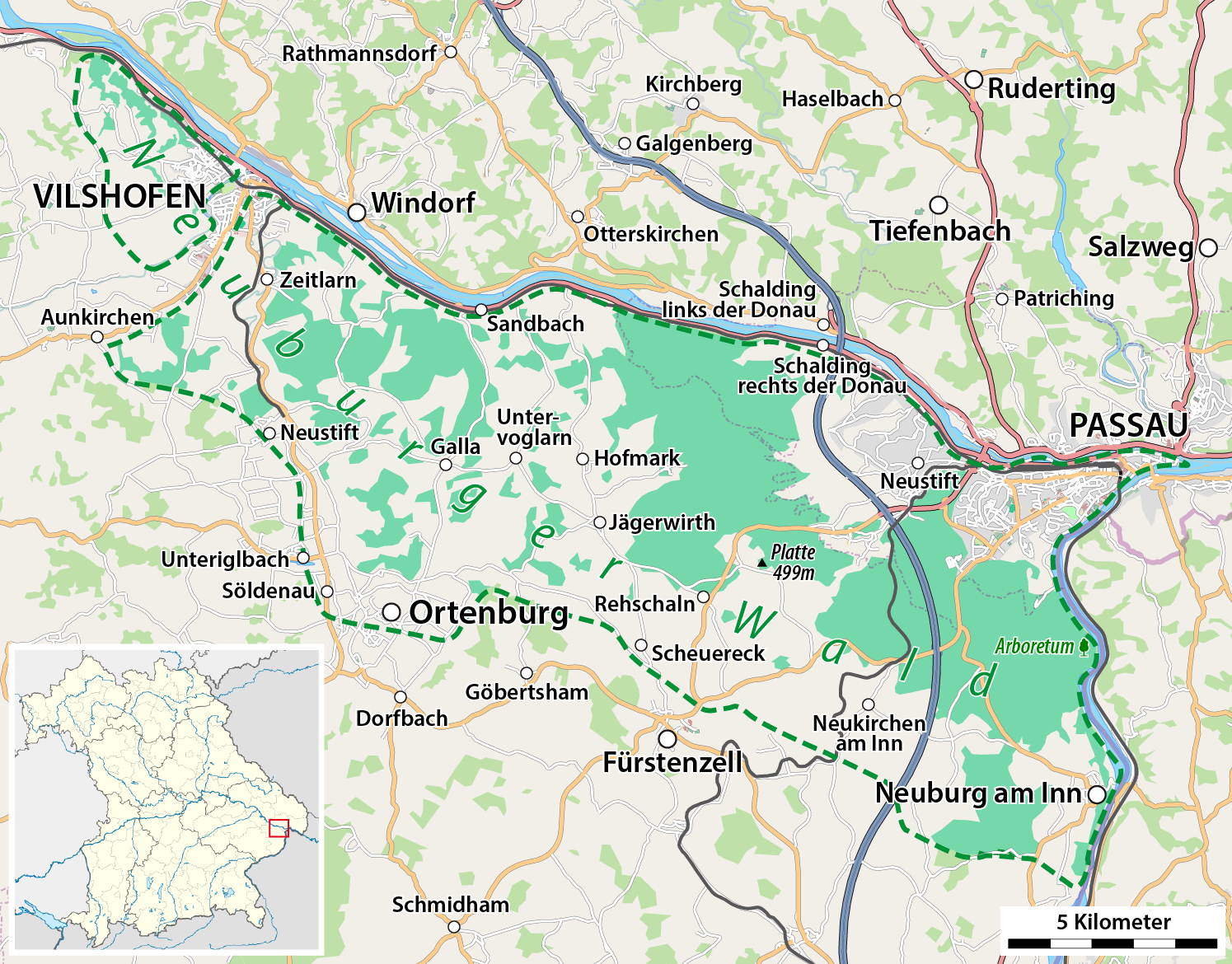
Lage von Neuburg am Inn im Osten des Neuburger Waldes

Neuburg am Inn (amtlich: Neuburg a.Inn) ist eine Gemeinde im niederbayerischen Landkreis Passau.

## Geografie

### Geografische Lage
Neuburg am Inn liegt in der Region Donau-Wald hoch über dem Inn, der die natürliche Grenze zu Oberösterreich bildet. Im Jahr 2006 wurde eine Innbrücke für Fußgänger und Radfahrer eröffnet, die nun Neuburg am Inn mit Wernstein am Inn am gegenüberliegenden Ufer verbindet. Durch Neuburg am Inn führt die B 12, welche die 10 km weiter nördlich gelegene Dreiflüssestadt Passau mit dem 15 km weiter südlich gelegenen Pocking verbindet. In nur 6 km Entfernung besitzt die Gemeinde über die Autobahn-Anschlussstelle "Passau-Süd" eine Anbindung an die Bundesautobahn 3. Außerdem gibt es im Gemeindeteil Neukirchen am Inn eine Bedarfshaltestelle der Bahnlinie von Passau nach Mühldorf am Inn.

### Gemeindegliederung
Es gibt 21 Gemeindeteile (in Klammern ist der Siedlungstyp angegeben):
- Abraham (Einöde)
- Aubach (Weiler)
- Breitengern (Weiler)
- Dobl (Dorf)
- Dommelstadl (Pfarrdorf)
- Fürstdobl (Dorf)
- Grünet (Dorf)
- Höch (Dorf)
- Kälberbach (Weiler)
- Kopfsberg (Weiler)
- Kurzeichet (Dorf)
- Leithen (Weiler)
- Neuburg a.Inn (Dorf)
- Neukirchen a.Inn (Pfarrdorf)
- Niederreisching (Weiler)
- Pfenningbach (Dorf)
- Reuth (Dorf)
- Schmelzing (Dorf)
- Schönau (Einöde)
- Steinhügl (Dorf)
- Straß (Dorf)

Die Einöde Forstdiensthaus ist mittlerweile abgebrochen worden.
Es gibt die Gemarkungen Eglsee, Neuburg a.Inn, Neukirchen am Inn und Engertsham.

### Nachbargemeinden

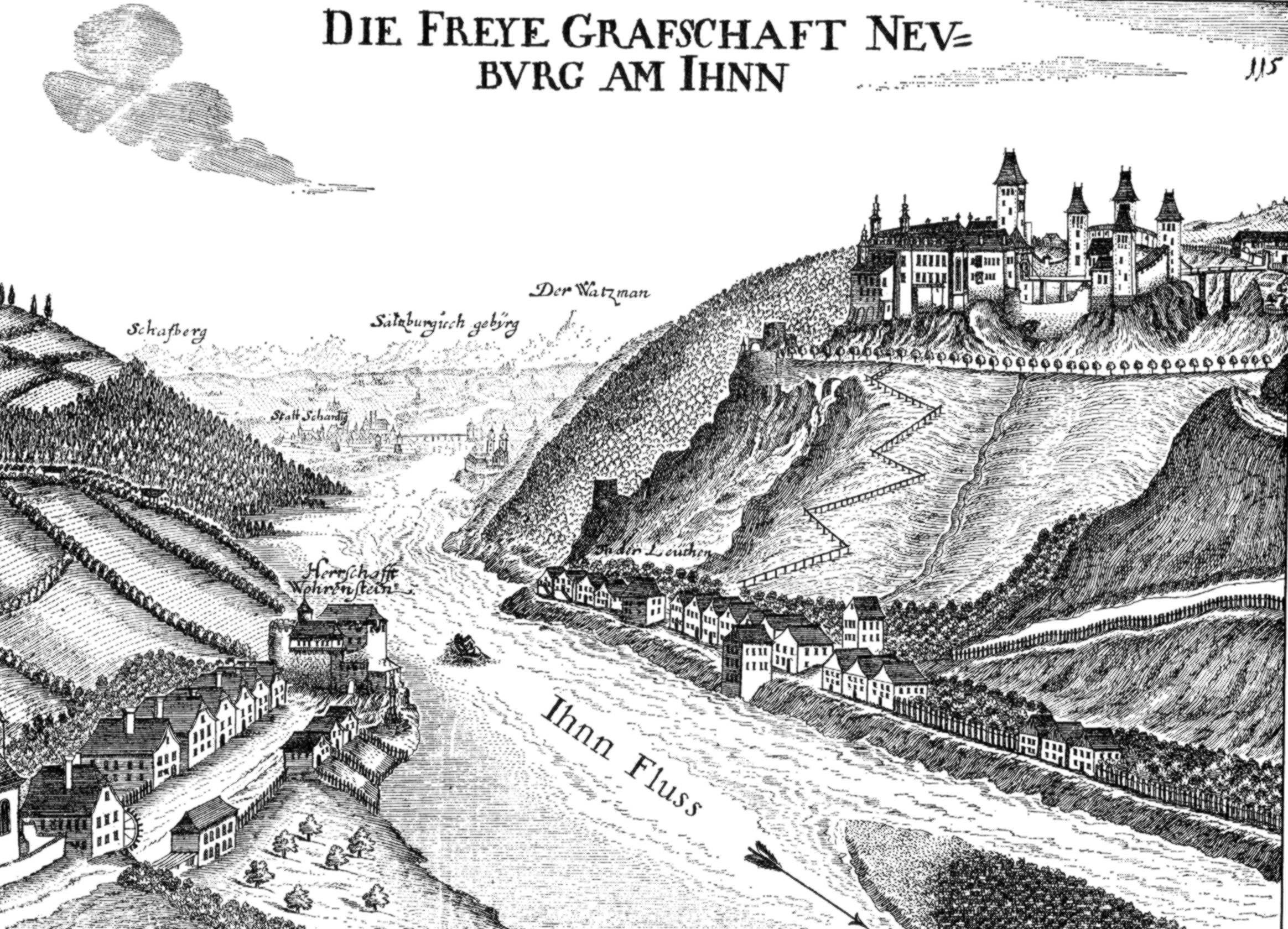
Die Grafschaft Neuburg am Inn von Georg Matthäus Vischer aus dem Jahre 1674.

- Fürstenzell
- Ruhstorf an der Rott
- Neuhaus am Inn
- Passau
- Schardenberg (Oberösterreich)
- Wernstein am Inn (Oberösterreich)

## Geschichte

### Bis zur Gemeindegründung
Es ist davon auszugehen, dass die Burg Neuburg um das Jahr 1050 erbaut wurde. 1310 wurde die Burg im bayerisch-österreichischen Konflikt zerstört. Der heutige Baubestand stammt zum großen Teil vom anschließenden Wiederaufbau der siegreichen Habsburger. Österreich übte in der reichsunmittelbaren Grafschaft Neuburg die Landeshoheit aus. Durch ständige Verpfändungen wechselte Neuburg immer wieder den Besitzer, bis das Hochstift Passau 1730/39 die Grafschaft durch Kauf erwarb. Mit dem Frieden von Teschen 1779 kam das bisher zu Bayern gehörende östliche Umland der Grafschaft als „Innviertel“ zu Österreich. 1803 wurde das Hochstift Passau im Reichsdeputationshauptschluss aufgelöst und die Grafschaft Neuburg geteilt, wobei der Ort Neuburg zu Bayern kam und der auf der gegenüberliegenden Seite des Inn liegende Ort Wernstein am Inn zu Österreich. Der Untere Inn, der bis dahin in erster Linie ein Handelsweg gewesen war, wurde damit auch hier zum Grenzfluss zwischen Bayern und Österreich ob der Enns. 
Im Zuge der Verwaltungsreformen in Bayern entstand mit dem Gemeindeedikt von 1818 die Gemeinden Neuburg am Inn und Neukirchen am Inn.

### Eingemeindungen
Im Zuge der Gebietsreform in Bayern wurden am 1. Januar 1972 die Gemeinde Neukirchen am Inn und Teile der aufgelösten Gemeinden Eglsee und Engertsham (Weiler Niederreisching) eingegliedert. Teile von Sulzbach am Inn kamen am 1. Juli 1972 hinzu.

### Einwohnerentwicklung
Im Zeitraum 1988 bis 2018 wuchs die Gemeinde von 3356 auf 4344 um 988 Einwohner bzw. um 29,4 %.
| Jahr      | 1961 | 1970 | 1987 | 1991 | 1995 | 2000 | 2005 | 2010 | 2015 |
| --------- | ---- | ---- | ---- | ---- | ---- | ---- | ---- | ---- | ---- |
| Einwohner | 2845 | 3008 | 3257 | 3456 | 3635 | 3846 | 4078 | 4216 | 4394 |

Alle Angaben beziehen sich auf das heutige Gemeindegebiet.

## Politik

### Gemeinderat
Bei der Kommunalwahl vom 15. März 2020 haben von den 3520 stimmberechtigten Einwohnern in der Gemeinde Neuburg am Inn 2468 von ihrem Wahlrecht Gebrauch gemacht, womit die Wahlbeteiligung bei 70,11 % lag.

### Bürgermeister
- 2002–2014: Josef Stöcker (CSU)
- 2014–0000: Wolfgang Lindmeier (CSU)[7]

Bei der Kommunalwahl vom 15. März 2020 wurde Wolfgang Lindmeier mit 66,21 % der Stimmen wiedergewählt.

### Finanzen
Im Jahr 2017 betrugen die Gemeindesteuereinnahmen 4481 T€, davon waren 1538 T€ Gewerbesteuereinnahmen (netto) und 2308 T€ Gemeindeanteil an der Einkommensteuer.

### Gemeindepartnerschaften
Neuburg am Inn unterhält eine Partnerschaft mit der oberösterreichischen Gemeinde Wernstein am Inn.

### Wappen
| Wappen von Neuburg am Inn | Blasonierung: „Über grünem Dreiberg gespalten von Rot und Silber; vorne ein nach links gewendeter silberner Bauer mit Stulphut und Schaftstiefeln, der in der linken Hand drei goldene Ähren hält; hinten ein roter Greif.“ |
| Wappen von Neuburg am Inn | Wappenführung seit 1981 |

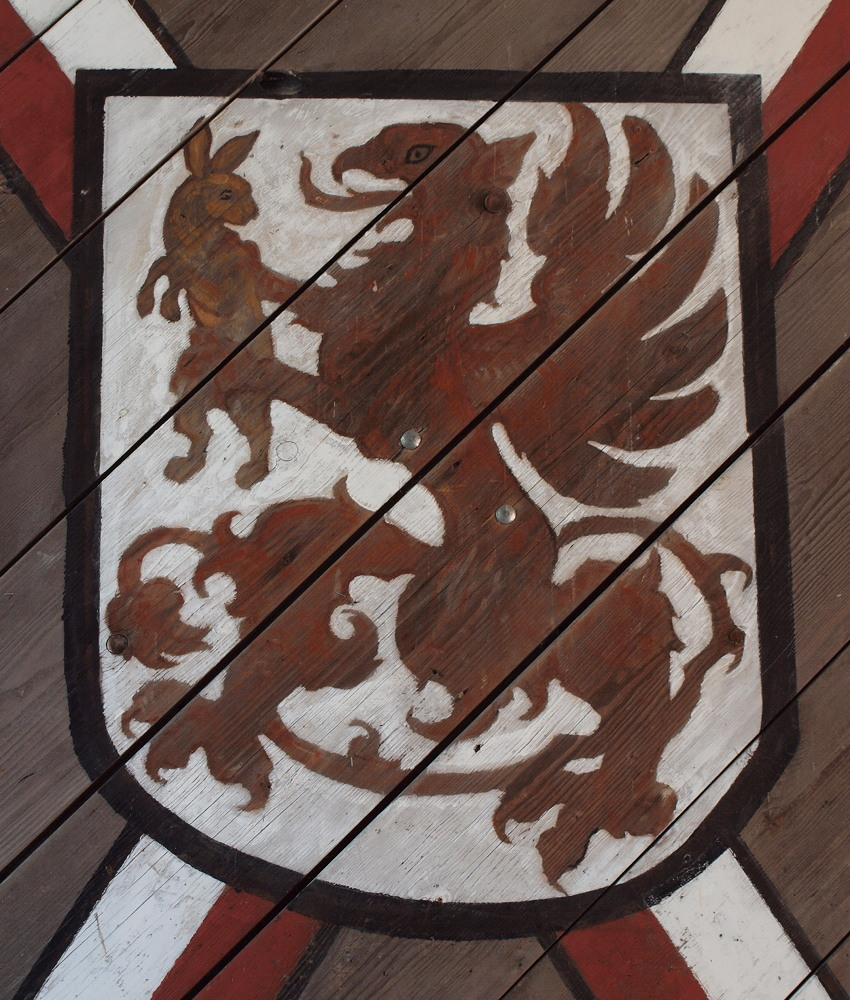
Altes Wappen

Bis 1972 war ausschließlich der Greif dargestellt, er hatte einen braunen Hasen in den Vorderpranken:

## Kultur und Sehenswürdigkeiten
- Schloss Neuburg am Inn
- Burgruine Frauenhaus
- Dreifaltigkeitskirche in Dommelstadl
- Arboretum »Winneberger Park«

## Wirtschaft
2017 gab es in der Gemeinde 1166 sozialversicherungspflichtige Arbeitsplätze. Von der Wohnbevölkerung standen 1713 Personen in einem versicherungspflichtigen Beschäftigungsverhältnis. Damit war die Zahl der Auspendler um 547 Personen größer als die der Einpendler. 54 Einwohner waren arbeitslos. 2016 gab es 45 landwirtschaftliche Betriebe.

### Bildung
Es gibt folgende Einrichtungen (Stand: 2018):
- Vier Kindertageseinrichtungen mit insgesamt 384 Plätzen, in denen 364 Kinder betreut werden
- Eine Volksschule mit sieben Klassen, neun Lehrern und 140 Schülern

### Telekommunikation
- 90 Meter hoher Fernmeldeturm Passau-Dommelstadl der Deutschen Telekom AG aus Stahlbeton bei Dommelstadl (geographische Koordinaten: 48°32'3"N 13°24'9"O), über den Rundfunkprogramme verbreitet werden.

## Persönlichkeiten

### Söhne und Töchter der Gemeinde
- Ignaz Auer (1846–1907), geboren in Dommelstadl, Politiker (SPD), Reichstagsabgeordneter, bestattet in der Gedenkstätte der Sozialisten in Berlin
- Erhard Auer (1874–1945), geboren in Dommelstadl, Politiker (SPD), Mitglied des Bayerischen Landtages, erster Innenminister des Freistaats Bayern, SPD-Parteivorsitzender in Bayern

### Mit der Gemeinde verbundene Persönlichkeiten
- Jakob von Hamilton (1642–1717), Staatsmann
- Georg Ludwig von Sinzendorf (1616–1681), Staatsmann
- Fritz Wimmer (1879–1960), Maler des Impressionismus